# Provincia Arezzo
Arezzo este o provincie în regiunea Toscana în Italia.